# معركة قسنطينة الثانية
معركة قسنطينة الثانية أكتوبر1837: عين الجنرال دامريمون قائدا للحملة خلفا للماريشال كلوزيل، فبادر بإقامة المعسكرات على طول الطريق المؤدي إلى قسنطينة.

## الاستعدادات الفرنسية
بعد توقيع معاهدة التافنة بدأت الاستعدادات الفرنسية لشن حملة ثانية على قسنطينة فجنّدت في سبيل ذلك إمكانياتها العسكرية على النحو التالي:
- عين الجنرال دامريمون قائدا للحملة خلفا للماريشال كلوزيل، فبادر بإقامة المعسكرات على طول الطريق المؤدي إلى قسنطينة انطلاقا من عنابة وكانت على النحو التالي:
- معسكر درعان.
- معسكر النمشية.
- معسكر حمام باردة.
- معسكر مجز عمار الذي جعله الفرنسيون نقطة الانطلاق لجل العمليات العسكرية على قسنطينة. كما استعانت الجيوش الفرنسية بقوات إضافية من وهران والجزائر بحيث تمركزت معظمها في معسكر مجز عمار.
و بلغ عدد القوات الفرنسية المجنّدة في هذه الحملة حوالي 13 ألف جندي قسم إلى 4 فرق عسكرية تحت قيادة الجنرال دامريمون بمساعدة الدوق دونمور ابن ملك فرنسا الجنرال «فالي» وكذلك الجنرال تريزيل.
و وضع الجنرال دام ريمون خطة عسكرية محكمة واضعا بعين الاعتبار الأخطاء التي وقع فيها سابقوه، وتشمل خطته النقاط التالية:
1/ إقامة مراكز عسكرية عديدة على الطريق المؤدي من معسكره إلى قسنطينة والهدف من ذلك ضمان نجاح الحملة بأقل تكاليف.
2/ يبدأ الهجوم مباشرة عند الوصول إلى قسنطينة من ناحية باب القنطرة وكدية عتي على أن تركز قوة كبيرة على نقاط ضعف الدفاع بفتح ثغرة في أسوار المدينة.

## استعدادات الحاج أحمد باي
واجه أحمد باي الموقف باستدعاء أعيان الإقليم وأخبرهم بالخطر الذي يحدق بهم وبعواقب الحملة إذا لم يوفر لها مختلف الإمكانيات البشرية والعسكرية لمواجهتها. كما بادر بتنظيم صفوفه تنظيما محكما، وقام بمحاولات فاشلة للهجوم على معسكر مجز عمار مركز تجمع القوات الفرنسية.
إضافة إلى ذلك اتخذ عدة إجراءات وقائية منها:
-قام بتهديم المباني التي كان قد شيدها من قبل صالح باي، وذلك راجع إلى كون هذه المباني كانت عبارة عن ثغرات خطيرة، استعملها الفرنسيون إبان حملتهم الأولى، قصد التوغل داخل المدينة حتى يتجنبوا نيران بنادق المدفعيين الجزائريين.

- إزالة المباني الموجودة على حدود المساحة الواقعة بين «باب الوادي» و«باب الجابية» واستبدالها بحصون قوية، كما أدخلت ترميمات على «باب الجديد» وتدعيمه بقوات دفاعية 

و بهذه الترتيبات استطاع الحاج أحمد باي أن يجهز جيشا قدر عدده حوالي 12 ألف جندي نظامي و 10 آلاف من المتطوعين، فخصص منهم حوالي 3000 للدفاع من داخل أسوار المدينة تحت قيادة ابن عيسى في حين تولى بنفسه الفرق المتحركة المقدرة بحوالي 7000 فارس و 2000 جندي من المشاة بغرض: 

أولا - القيام بهجمات سريعة على طول الطريق المؤدي إلى قسنطينة وهذا لخلق البلبلة والفوضى في صفوف القوات الفرنسية.

ثانيا - محاصرة القوات الفرنسية عند وصولها إلى قسنطينة بين قواته التي تهاجم من الخلف وقوة ابن عيسى التي هي في حالة دفاع.

## سير المعركة
في 7 أكتوبر 1837 انطلقت المعركة بين الطرفين، حيث قام الحاج أحمد باي بتدعيم دفاعه، حيث أمر قواته المرابطة خارج المدينة بالالتحاق بالقوات الداخلية وذلك في إطار خطة محكمة تسهل له مهمة الهجوم على القوات الفرنسية، فبادر بالهجوم على التجمعات العسكرية الفرنسية من جهة المنصورة وكذلك منطقة كدية عتي وخلّف هذا الهجوم العديد من القتلى والجرحى في صفوف الفرنسيين. وهذا ما جعل الفرنسين يعززون صفوفهم بإقامة خط دفاعي مزود بـ 9 مدافع مقسمين على النحو التالي:
- أربعة في المنصورة منها مدفع واحد على العقبة.
- خمسة في منطقة كدية عتي.

وأمام هذا الوضع أقام الحاج أحمد أكثر من 30 مدفعا على كامل أسوار المدينة من «باب الجديد» إلى«باب الجابية» ومجموعة أخرى في باب القنطرة وحوالي 12 مدفعا في القصبة، كما خصصت 4 مدافع أخرى للتصويب نحو المنصورة.
ونتيجة بقاء الوضع بين مد وجزر حاولت فرنسا ضرب وحدة الصف الجزائري حيث أرسل قائد أركان الحرب الفرنسي برقية في عشية 11 أكتوبر 1837 إلى سكان مدينة قسنطينة يطالبهم بتسليم أنفسهم ومدينتهم، وهنا حرر الحاج أحمد باي بيانا جاء فيه:«إذا كان المسيحيون بحاجة إلى بارود سنزودهم، وإذا نفذ لهم الخبز سنقتسم خبزنا معهم، ولكن ما دام أحدنا على قيد الحياة لن يدخلوا قسنطينة».
وقد تلقى المشرفون على المدفعية وعلى رأسهم علي البومباجي هذه الإشارات وشرع مباشرة في قصف القصبة ومنها ضرب تجمع الجنرالات، قتل على إثرها الجنرال دامريمون قائد أركان القوات الفرنسية والقائد بريقو، فعمت الفوضى والاضطراب بين صفوف الفرنسيين. استغل الحاج أحمد باي هذه الظروف وقام بهجوم شامل ضد الفرنسيين. على إثر ذلك سارع الضباط المتبقون إلى تعيين الجنرال فالي قائدًا لأركان الحرب. وفي 13 أكتوبر 1837 تمكنت الفرقة الثالثة بقيادة كوربان corbin من دخول المدينة من ناحية باب السويقة حيث دار اقتتال في الشوارع والأزقة أسفر على سقوط المدينة يوم الجمعة 13 أكتوبر 1837.وانسحب الحاج أحمد باي وأتباعه لتنظيم صفوفهم أملا في مواصلة المقاومة.